# ساوتویک، همپشر
ساوتویک، همپشر (به انگلیسی: Southwick, Hampshire) یک منطقهٔ مسکونی در انگلستان است که در جنوب شرقی انگلستان واقع شده است.

## نگارخانه

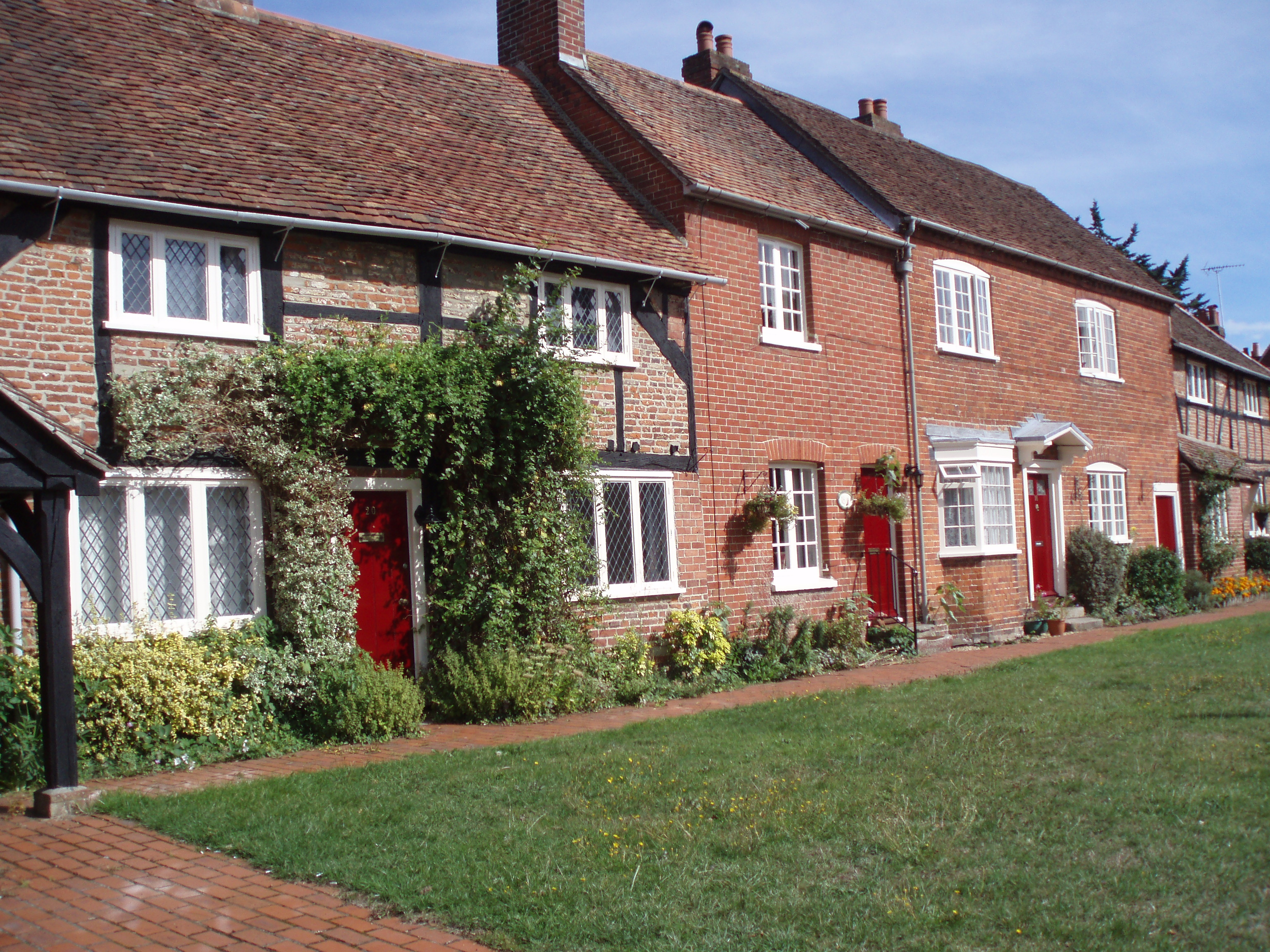
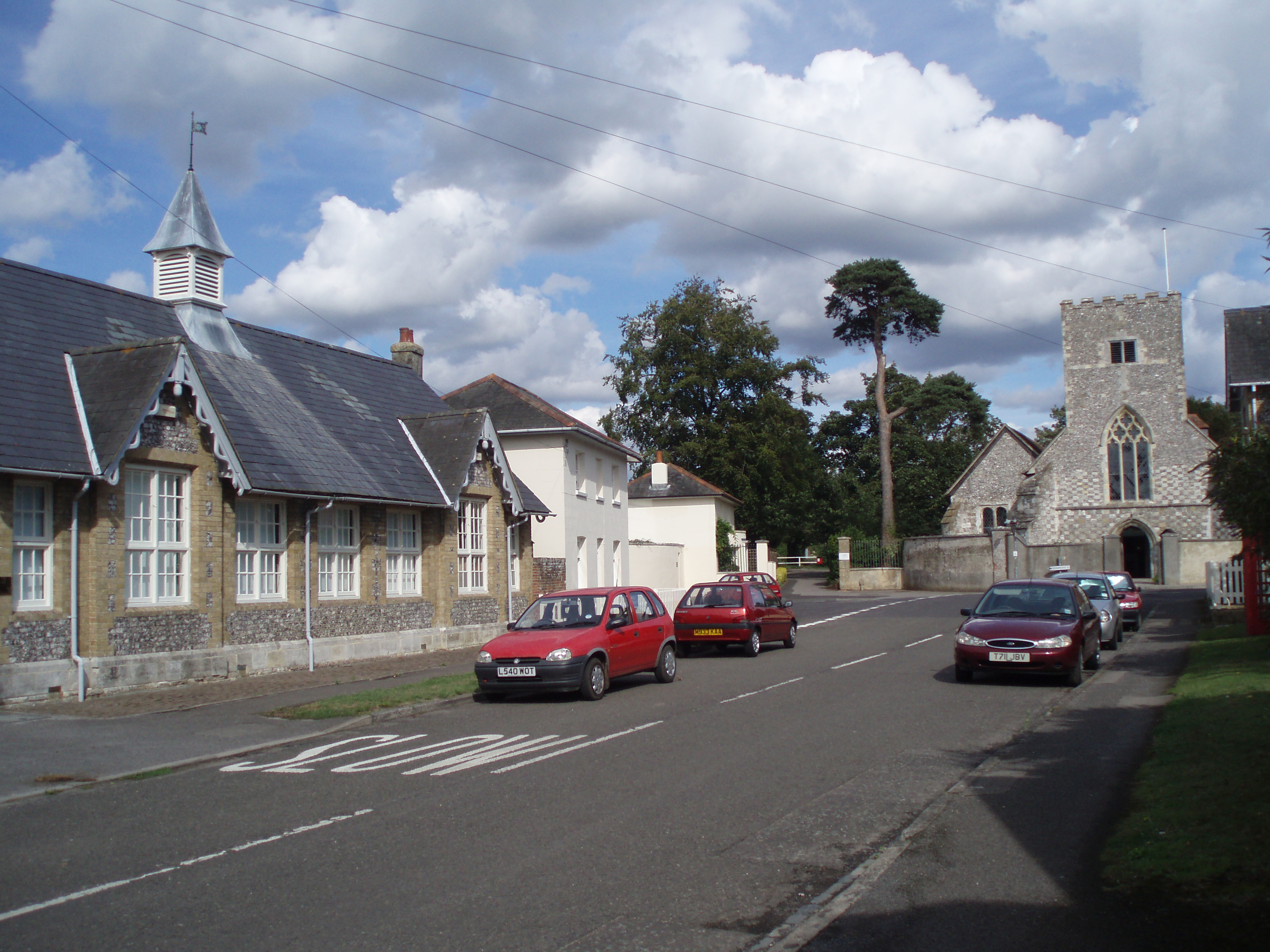
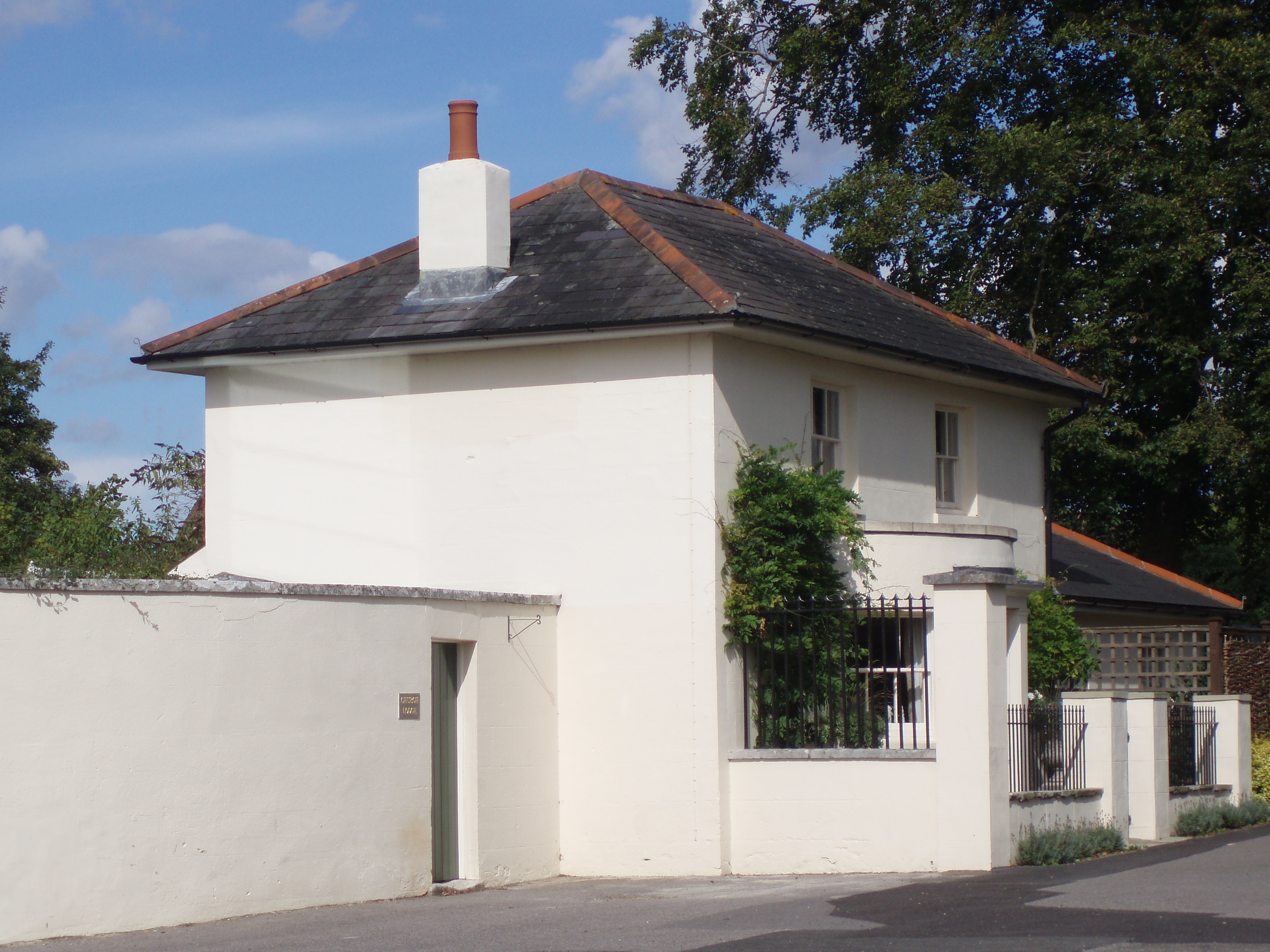

## خصوصیات
ساوتویک ۳۱۷ نفر جمعیت دارد.